# سولفولان
سولفولان (به انگلیسی: Sulfolane) با فرمول شیمیایی C۴H۸O۲S یک ترکیب شیمیایی با شناسه پاب‌کم ۳۱۳۴۷ است. که جرم مولی آن ۱۲۰٫۱۷ g/mol می‌باشد. شکل ظاهری این ترکیب، مایع بی‌رنگ است.